# Emil Baur

Emil Baur (1931)

Adolf Emil Baur (* 4. August 1873 in Ulm; † 14. März 1944 in Zürich) war Chemiker und von 1911 bis 1943 ordentlicher Professor für Physikalische Chemie an der Eidgenössischen Technischen Hochschule Zürich. Er leistete Beiträge zur Forschung in der Elektrochemie, insbesondere zu Brennstoffzellen. Baur war ein Pionier in den Bereichen der Festoxidbrennstoffzelle (SOFC) und der Schmelzkarbonatbrennstoffzelle (MCFC), einschließlich der Kohlenstoff-Brennstoffzelle.

## Leben und Arbeitsfelder
Baur wurde in Ulm geboren und stammt aus einer Kaufmanns- und Staatsbeamtenfamilie. Er studierte in München und Berlin physikalische Chemie. Er wurde 1897 in München promoviert und habilitierte sich dort 1901. Er arbeitete für Wilhelm Muthmann an der TU München und als Assistent für Wilhelm Ostwald in Leipzig. Ab 1905 war er als wissenschaftlicher Hilfsarbeiter im Reichsgesundheitsamt in Berlin tätig. 1907 wurde er Professor der physikalischen Chemie an der Technischen Hochschule Braunschweig.
Baur, der sich schon 1909/1910 mit Brennstoffzellen befasst hatte und der ab 1911 in Zürich arbeitete, setzte dort die Forschung an Brennstoffzellen fort. Baur und sein Schüler William Dupré Treadwell (1885–1959) meldeten zwei gemeinsame Patente zu Brennstoffzellen an; Baur selbst arbeitete auch an einer Wasserstoff-Sauerstoff-Brennstoffzelle mit geschmolzenem Natriumhydroxid als Elektrolyten. Baurs Veröffentlichung von 1937 machte Festoxidbrennstoffzellen in der Fachwelt bekannt. Erfolglos arbeitete er an der Umwandlung von Kohlenstoff in Diamant. 1914 bzw. 1919 erhielt Baur Patente auf die Gewinnung von Gold aus verdünnten Lösungen, insbesondere aus dem Wasser der Ozeane. Er vermutete, dass die Weltmeere die Hauptmenge der Goldvorräte enthielten. Dies führte in den 1920er Jahren zu einem von Fritz Haber vorangetriebenen Forschungsprojekt, das die Goldgewinnung aus den Ozeanen zum Ziel hatte, aber letztlich erfolglos blieb.
Baur heiratete 1905, er hatte eine Tochter und einen Sohn, Arthur Baur (1915–2010), der als Sprachwissenschaftler bekannt wurde. Baur war 1913 einer der Gutachter der Habilitationsschrift von Otto Stern.

## Werke (Auswahl)
Baur veröffentlichte über 150 wissenschaftliche Publikationen.
Die wichtigen Monographien Baurs sind:
- Emil Baur: Bestimmungen von Umwandlungspunkten, Affinitätsgrössen, Dissoziationswärmen etc. auf elektrischem Wege. Dissertation Universität München. V. Höfling, München 1897, OCLC 638074867 (49 S.).
- Emil Baur: Chemische Kosmographie. Vorlesungen gehalten an der Kgl. Technischen Hochschule zu München im Wintersemester 1902/1903. R. Oldenbourg, München 1903, OCLC 163152778 (225 S.).
- Emil Baur: Kurzer Abriss der Spektroskopie und Kolorimetrie (= Handbuch der angewandten physikalischen Chemie. Nr. 5). Johann Ambrosius Barth, Leipzig 1907, OCLC 251974380 (122 S.).
- Emil Baur: Themen der physikalischen Chemie. Auf Veranlassung des Vereins deutscher Ingenieure an der Technischen Hochschule zu Braunschweig gehaltene Vorträge. Akademische Verlagsgesellschaft m. b. H., Leipzig 1910 (online im Internet Archive, Buch aus der University of California).
- Emil Baur, Schweizerischer Wasserwirtschaftsverband: Die Verwendung der Elektrizität zu elektrochemischen und elektrometallurgischen Zwecken. Vortrag mit Diskussion (= verschiedene Publikationen des Schweiz. Wasserwirtschaftsverbandes. Nr. 7). Rascher, Zürich und Leipzig 1915, OCLC 251974582 (30 S., OCLC auch 637816652).
- Emil Baur: Erforschung der Photolyse der Kohlensäure. Orell Füssli, Zürich 1943, OCLC 3127613 (79 S., OCLC auch: 601951252, 491632900).